# Pagida
Pagida là một chi nhện trong họ Thomisidae.